# Campionati europei di ciclismo su strada - Staffetta mista Juniors
La Staffetta mista junior è uno degli eventi che si disputano durante i campionati europei di ciclismo su strada. La prima edizione riservata ai professionisti risale al 2022.

## Albo d'oro
Aggiornato all'edizione 2024 .
| Anno | Vincitore                                                                                                | Secondo                                                                                                  | Terzo |
| ---- | --- | --- | --- |
| 2022 | Italia Alessandro Cattani Nicolas Milesi Alice Toniolli Valentina Zanzi                                  | Germania Hannah Kunz Louis Leidert Jette Simon Fabian Wünstel                                            | Estonia Elisabeth Ebras Oliver Rüster Laura Lizette Sander Lauri Tamm                                        |
| 2023 | Italia Andrea Bessega Luca Giaimi Andrea Montagner Eleonora La Bella Alice Toniolli Federica Venturelli" | Germania Moritz Bell Ian Kings Louis Leidert Pia Grünewald Hannah Kunz Joelle Amelie Messemer            | Francia Léo Bisiaux Eliott Boulet Maxime Decomble Julie Bego Alice Bredard Léane Tabu                        |
| 2024 | Paesi Bassi Michiel Mouris Joeri Schaper Gijs Schoonvelde Jente Koops Roos Müller Sara Sonnemans         | Germania Paul Fietzke Ian Kings Paul-Felix Petry Messane Bräutigam Magdalena Leis Joelle Amelie Messemer | Norvegia Marius Innhaug Dahl Andreas Flaatten Felix Ørn-Kristoff Kamilla Aasebø Mia Gjertsen Matilde Skjelde |

## Medagliere
| Posiz. | Nazione     | Oro | Argento | Bronzo | Totale |
| ------ | ----------- | --- | ------- | ------ | ------ |
| 1      | Italia      | 2   | 0       | 0      | 2      |
| 2      | Paesi Bassi | 1   | 0       | 0      | 1      |
| 3      | Germania    | 0   | 3       | 0      | 3      |
| 4      | Estonia     | 0   | 0       | 1      | 1      |
| 4      | Francia     | 0   | 0       | 1      | 1      |
| 4      | Norvegia    | 0   | 0       | 1      | 1      |
| Totale | Totale      | 3   | 3       | 3      | 9      |